# Parafia Najświętszego Serca Pana Jezusa w Groblach
Parafia Najświętszego Serca Pana Jezusa w Groblach – parafia rzymskokatolicka znajdująca się w Groblach i należąca do diecezji sandomierskiej w dekanacie Rudnik nad Sanem. Wyodrębniona z parafii Łętownia 25 lipca 1982 roku. Prowadzą ją księża diecezjalni. Kościół parafialny Najświętszego Serca Pana Jezusa w Groblach wybudowany w 1981. Do parafii należą Groble i Krzywdy.

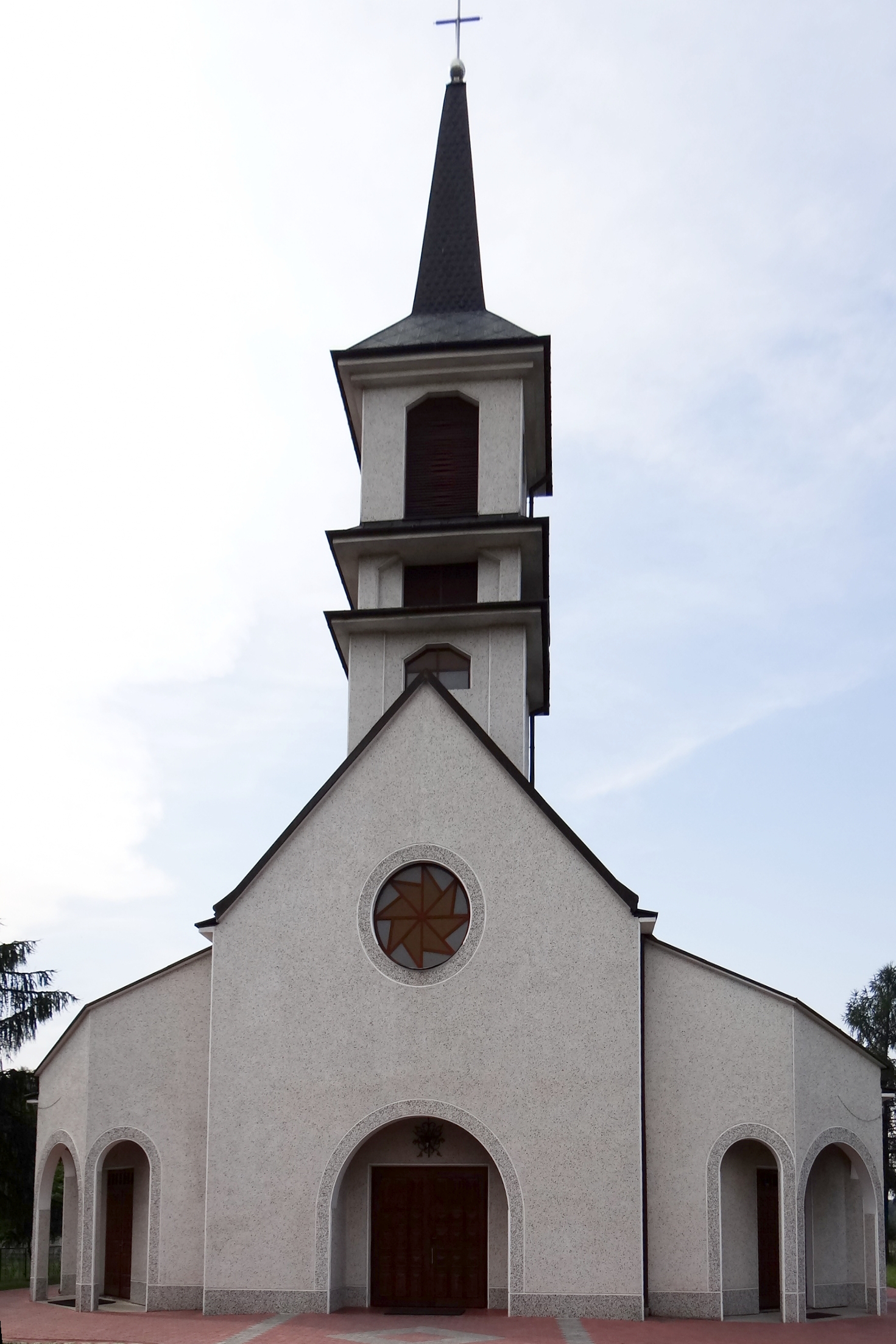
kościół parafialny
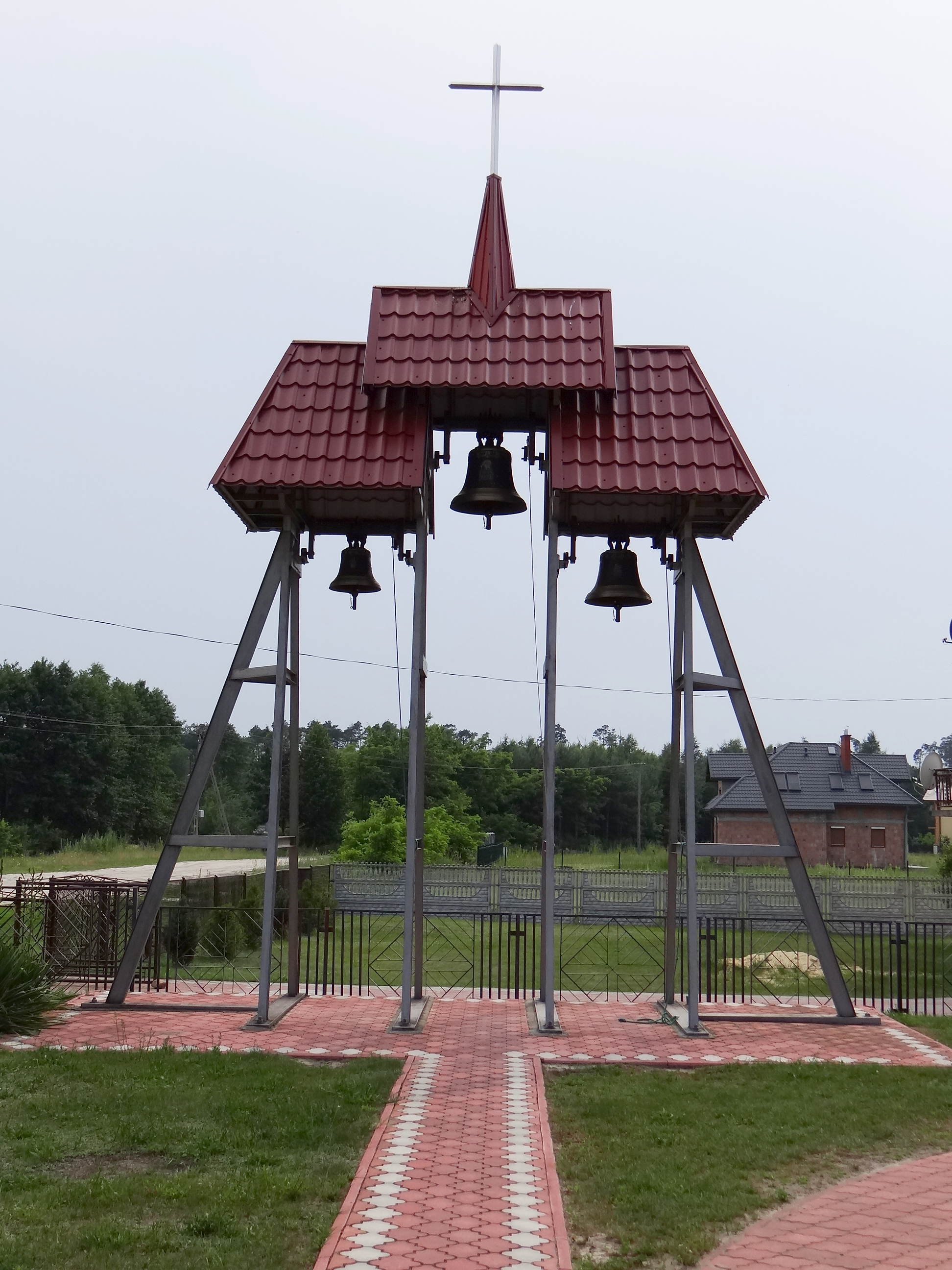
dzwonnica przykościelna
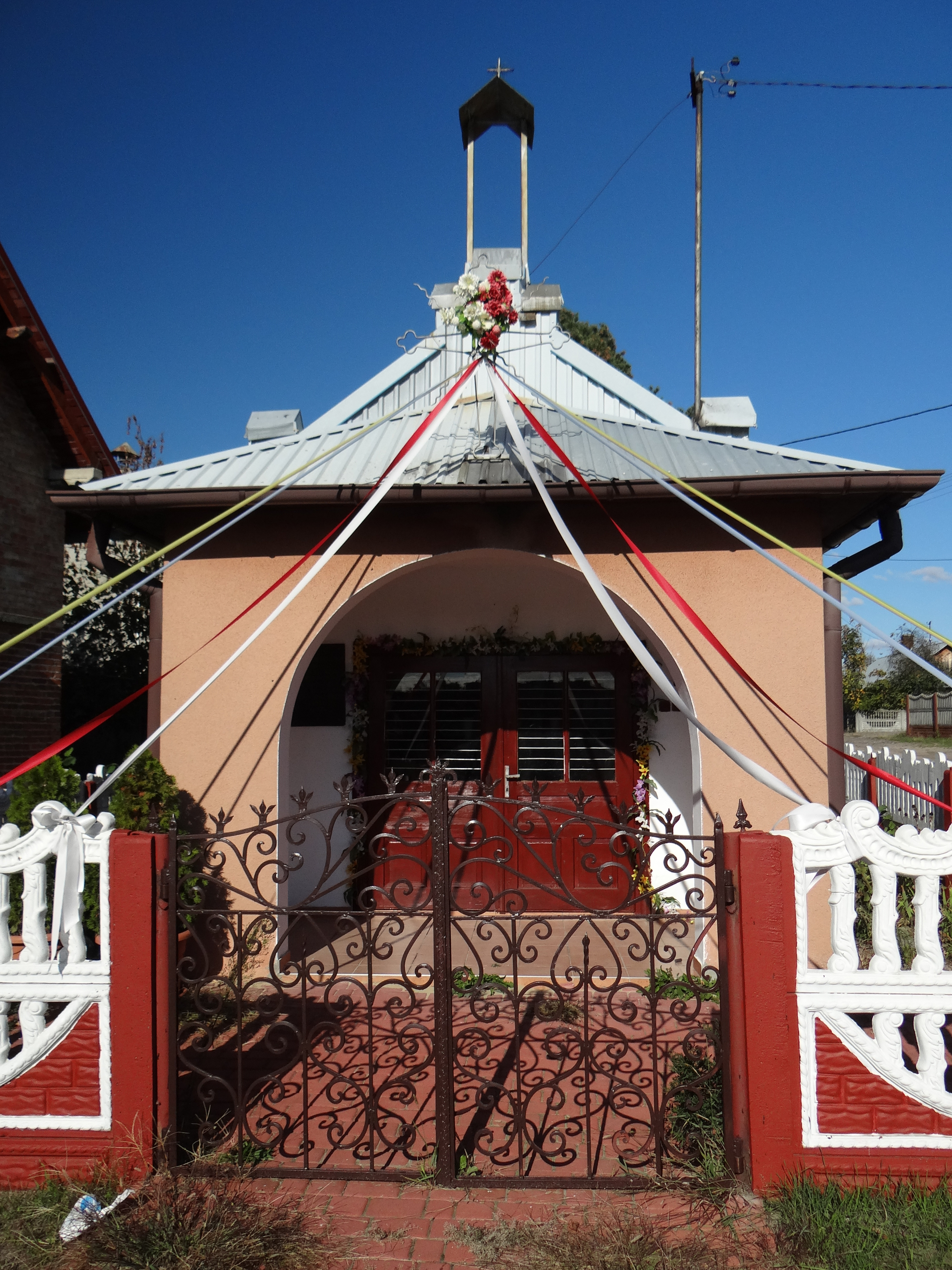
kapliczka
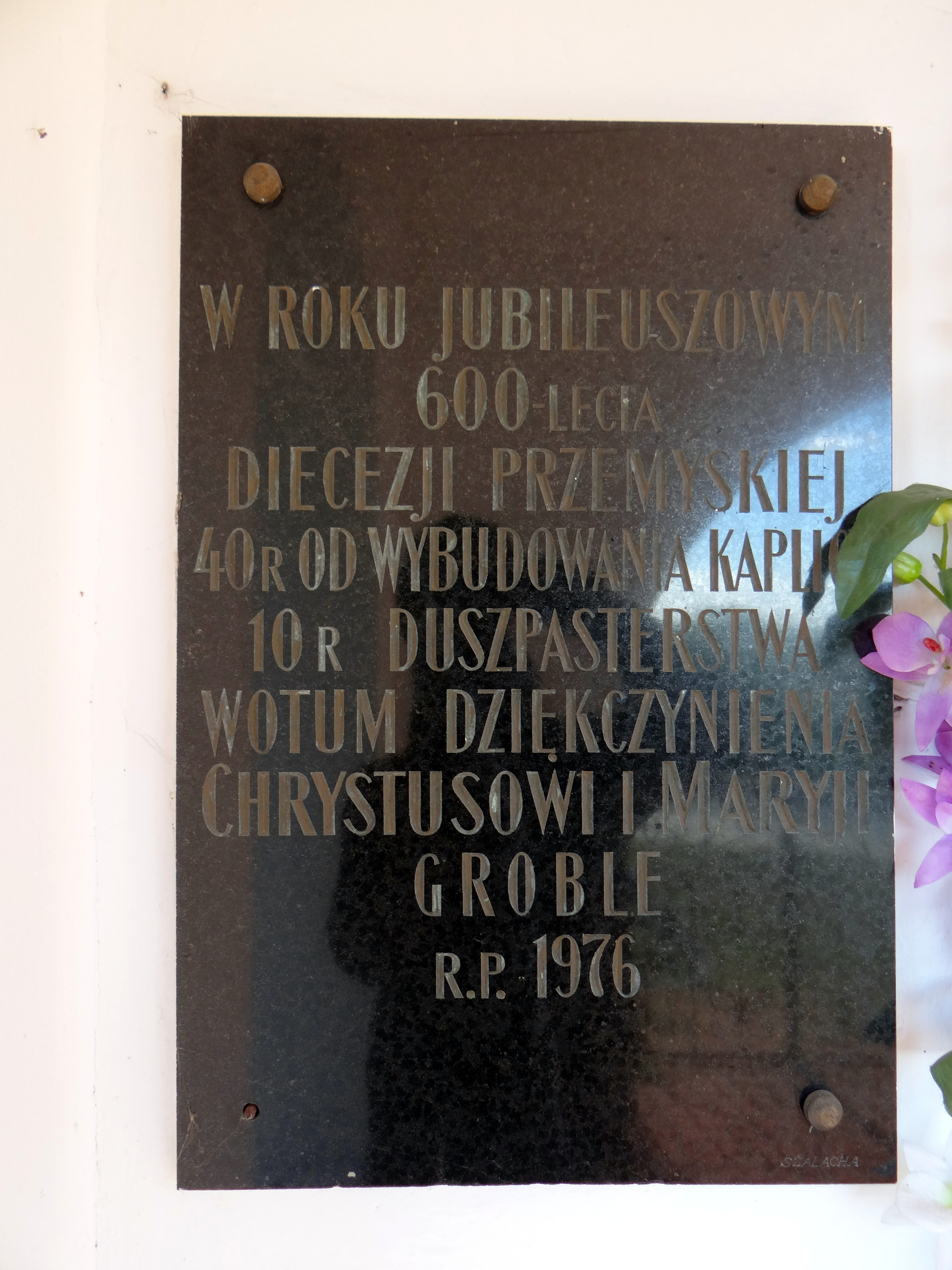
kapliczka - tabliczka